# Associazione Sportiva Dilettantistica Napoli Calcio Femminile 2010-2011
Questa voce raccoglie le informazioni riguardanti l'Associazione Sportiva Dilettantistica Napoli Calcio Femminile nelle competizioni ufficiali della stagione 2010-2011.

## Organigramma societario
Aggiornato al 26 gennaio 2011.
Area direttiva
- Presidente: Raffaele Carlino
- Presidente Onorario: Luciano Cimmino
- Vicepresidente: Flavio Dinacci
- Consiglieri: Dario Festa, Marco Tammaro, Luca Esposito, Pino Carlino, Paolo Carlino
- Direttore Generale: Italo Palmieri
- Amministratore Delegato: Carlo Palmieri

Area comunicazione
- Addetto stampa: Carlo Zazzera

Area organizzativa
- Segretario: Raffaele Riccio

Area tecnica
- Direttore Sportivo: Bruno Moriello
- Allenatore: Sergio Curcio (fino al 23 ottobre 2010), poi Geppino Marino
- Preparatore atletico: Felice De Maio
- Preparatore dei portieri: Luca Sorrentino

Area direttiva giovanili
- Responsabile: Fulvio Gais

Area tecnica giovanili
- Allenatore squadra Primavera: Alessandro Riccio
- Allenatore squadra Pro Calcio Donne: Roberta Alfieri
- Allenatore squadra Giovanissimi Regionali: Kulia Batashova
- Allenatore squadra Esordienti: Peppe Massa

## Rosa
Rosa aggiornata al 26 gennaio 2011.
| N. |                   | Ruolo | Calciatrice          |
| -- | ----------------- | ----- | -------------------- |
|    | Italia (bandiera) | P     | Alice Pignagnoli     |
|    | Italia (bandiera) | P     | Tiziana Impoco       |
|    | Italia (bandiera) | D     | Carmela Basile       |
|    | Italia (bandiera) | D     | Marcella Bentivoglio |
|    | Italia (bandiera) | D     | Martina Canonico     |
|    | Italia (bandiera) | D     | Anna Catapano        |
|    | Italia (bandiera) | D     | Ramona De Rosa       |
|    | Italia (bandiera) | D     | Paola Di Marino      |
|    | Italia (bandiera) | D     | Roberta Diodato      |
|    | Italia (bandiera) | D     | Manuela Rapuano      |
|    | Italia (bandiera) | D     | Tiziana Segretario   |
|    | Italia (bandiera) | D     | Arianna Strisciante  |
|    | Italia (bandiera) | D     | Cristina Ugolini     |
|    | Italia (bandiera) | C     | Gaia Apicella        |
|    | Italia (bandiera) | C     | Ileana Avolio        |

| N. |                        | Ruolo | Calciatrice                   |
| -- | ---------------------- | ----- | ----------------------------- |
|    | Italia (bandiera)      | C     | Maria Rosaria Avvisato        |
|    | Italia (bandiera)      | C     | Valeria Cerrulo               |
|    | Italia (bandiera)      | C     | Concetta D'Anna               |
|    | Italia (bandiera)      | C     | Valentina Esposito (Capitano) |
|    | Italia (bandiera)      | C     | Roberta Giuliano              |
|    | Italia (bandiera)      | C     | Caterina Kensbock             |
|    | Italia (bandiera)      | C     | Elisa Lecce                   |
|    | Stati Uniti (bandiera) | C     | Brittain Maas                 |
|    | Italia (bandiera)      | A     | Patrizia Caccamo              |
|    | Italia (bandiera)      | A     | Fabiana Colasuonno            |
|    | Italia (bandiera)      | A     | Annalisa Fontanella           |
|    | Italia (bandiera)      | A     | Valeria Pirone                |
|    | Italia (bandiera)      | A     | Emanuela Schioppo             |
|    | Italia (bandiera)      | A     | Sara Taddeo                   |
|    | Italia (bandiera)      | A     | Rossella Vitale               |

## Calciomercato

### Sessione estiva(dall'1/7 al 31/8)
| Acquisti | Acquisti               | Acquisti          | Acquisti   |
| R.       | Nome                   | da                | Modalità   |
| -------- | ---------------------- | ----------------- | ---------- |
| P        | Alice Pignagnoli       | Como 2000         | definitivo |
| P        | Silvana Scermino       | Salernitana       | definitivo |
| D        | Brittian Maas          | Majestic Virginia | definitivo |
| D        | Anna Catapano          | Vesevus Trecase   | definitivo |
| C        | Maria Rosaria Avvisato | Vesevus Trecase   | definitivo |
| A        | Roberta Diodato        | Salernitana       | definitivo |
| A        | Rossella Vitale        | Poggiomarino      | definitivo |

| Cessioni | Cessioni         | Cessioni | Cessioni   |
| R.       | Nome             | a        | Modalità   |
| -------- | ---------------- | -------- | ---------- |
| C        | Emanuela Capponi | Acese    | definitivo |
| A        | Patrizia Caccamo | Acese    | definitivo |

### Sessione invernale(dal 2/1 al 31/1)
| Acquisti | Acquisti           | Acquisti     | Acquisti   |
| R.       | Nome               | da           | Modalità   |
| -------- | ------------------ | ------------ | ---------- |
| P        | Tiziana Impoco     | Orlandina    | definitivo |
| D        | Tiziana Segretario | Marsala      | definitivo |
| D        | Cristina Ugolini   | Arezzo       | definitivo |
| C        | Valeria Cellura    | Marsala      | definitivo |
| C        | Roberta Giuliano   | Marsala      | definitivo |
| A        | Fabiana Colasuonno | Real Cosenza | definitivo |

| Cessioni | Cessioni | Cessioni | Cessioni |
| R.       | Nome     | a        | Modalità |
| -------- | -------- | -------- | -------- |

## Risultati

### Serie A2 - Girone B

#### Girone di andata
| Arbitro: | Valiante (Nocera Inferiore) |

|             |           |           |
| Diodato 44’ | Marcatori | 50’ Russo |

| Arbitro: | Paolini (Pesaro) |

|                          |           |               |
| Capalbo 28’ Piolanti 37’ | Marcatori | 63’ Di Marino |

| Arbitro: | Caccone (Nocera Inferiore) |

|  |           |                  |
|  | Marcatori | 40’, 79’ Pugnali |

| Arbitro: | Sartori (Padova) |

|  |           |              |
|  | Marcatori | 60’ Avvisato |

| Arbitro: | Capraro (Cassino) |

|                                              |           |               |
| Vitale 21’ Pirone 32’, 39’, 62’ Esposito 49’ | Marcatori | 79’ Antonacci |

| Arbitro: | Andreoli (Brescia) |

|                                                   |           |  |
| Faccioli 5’, 50’ Boni 14’, 78’ (rig.) Peretti 91’ | Marcatori |  |

| Arbitro: | Rapacciuolo (Benevento) |

|            |           |                         |
| Pirone 11’ | Marcatori | 65’ Peretto 71’ Gardoni |

| Arbitro: | Capezzi (San Giovanni Valdarno) |

|                |           |                   |
| Migliorini 92’ | Marcatori | 62’ (rig.) Vitale |

| Arbitro: | Marotta (Sapri) |

|             |           |              |
| Rapuano 14’ | Marcatori | 71’ Sbrescia |

| Arbitro: | Elkhayr (Conegliano) |

|              |           |                         |
| Paoletti 49’ | Marcatori | 60’ Giuliano 91’ Pirone |

| Arbitro: | Lambiase (Salerno) |

|                                |           |             |
| Pirone 44’, 89’ Colasuonno 77’ | Marcatori | 43’ Caramia |

#### Girone di ritorno
| Arbitro: | Guddo (Palermo) |

|  |           |                                                 |
|  | Marcatori | 9’ Pirone 41’, 49’ Colasuonno 65’ (rig.) Vitale |

| Arbitro: | Celentano (Torre Annunziata) |

|                 |           |  |
| Pirone 20’, 87’ | Marcatori |  |

| Arbitro: | Lombardi (Castellammare di Stabia) |

|                                            |           |                    |
| Pirone 40’, 46’ Ugolini 47’ Lecce 59’, 76’ | Marcatori | 60’ Santacatterina |

| Arbitro: | Scatigna (Taranto) |

|  |           |                     |
|  | Marcatori | 79’, 79’ Colasuonno |

| Arbitro: | Sassoli (Arezzo) |

|  |           |                     |
|  | Marcatori | 41’, 58’, 87’ Lecce |

| Arbitro: | Lambiase (Salerno) |

|                                    |           |  |
| Colasuonno 25’, 60’, 68’ Lecce 65’ | Marcatori |  |

| Arbitro: | Elkhayr (Conegliano) |

|  |           |                        |
|  | Marcatori | 56’ Kensbock 81’ Lecce |

| Arbitro: | Conforti (Salerno) |

|                           |           |  |
| Colasuonno 65’ Pirone 80’ | Marcatori |  |

| Arbitro: | Sabbatini (Forlì) |

|                        |           |                           |
| Xhaxho 24’ Baldini 28’ | Marcatori | 44’ Pirone 90’ Colasuonno |

| Arbitro: | Marotta (Sapri) |

|                            |           |  |
| Pirone 39’, 81’ Vitale 89’ | Marcatori |  |

| Arbitro: | Rubino (Moliterno) |

|             |           |                         |
| Caramia 89’ | Marcatori | 67’ Giuliano 75’ Pirone |

### Coppa Italia
| Bacoli 5 settembre 2010, ore 15:00 CEST Andata 1º turno                        | Napoli    | 4 – 1         | Wom. Civitavecchia | Stadio Tony Chiovato |
| \| \| \| \| \| Pirone 27’, 62’, 85’ Lecce 34’ \| Marcatori \| 65’ Coluccini \| |           |               |                    |                      |
|                                                                                |           |               |                    |                      |
| Pirone 27’, 62’, 85’ Lecce 34’                                                 | Marcatori | 65’ Coluccini |                    |                      |

| Civitavecchia 12 settembre 2010, ore 15:00 CEST Ritorno 1º turno | Wom. Civitavecchia | 2 – 0 | Napoli | Stadio Fattori |
| \| \| \| \| \| Sciarretti 46’ Coluccini 46’ \| Marcatori \| \|   |                    |       |        |                |
|                                                                  |                    |       |        |                |
| Sciarretti 46’ Coluccini 46’                                     | Marcatori          |       |        |                |

| Marsico Nuovo 19 settembre 2010, ore 15:00 CEST 2º turno                                     | Real Marsico | 1 – 5                                        | Napoli | Stadio Dal Sole |
| \| \| \| \| \| Napolillo 83’ \| Marcatori \| 4’, 60’ Schioppo 38’, 56’ Pirone 61’ Diodato \| |              |                                              |        |                 |
|                                                                                              |              |                                              |        |                 |
| Napolillo 83’                                                                                | Marcatori    | 4’, 60’ Schioppo 38’, 56’ Pirone 61’ Diodato |        |                 |

| Bacoli 3 ottobre 2010, ore 15:00 CEST 3º turno                                                  | Napoli    | 2 – 4                             | Vis Francavilla F. | Stadio Tony Chiovato |
| \| \| \| \| \| Vitale 77’ (rig.) Lecce 83’ \| Marcatori \| 2’, 46’ Fiorella 32’, 65’ Caramia \| |           |                                   |                    |                      |
|                                                                                                 |           |                                   |                    |                      |
| Vitale 77’ (rig.) Lecce 83’                                                                     | Marcatori | 2’, 46’ Fiorella 32’, 65’ Caramia |                    |                      |

## Statistiche
Statistiche aggiornate al 1º giugno 2011

### Statistiche di squadra
| Competizione | Punti | In casa | In casa | In casa | In casa | In casa | In casa | In trasferta | In trasferta | In trasferta | In trasferta | In trasferta | In trasferta | Totale | Totale | Totale | Totale | Totale | Totale | DR  |
| Competizione | Punti | G       | V       | N       | P       | Gf      | Gs      | G            | V            | N            | P            | Gf           | Gs           | G      | V      | N      | P      | Gf     | Gs     | DR  |
| ------------ | ----- | ------- | ------- | ------- | ------- | ------- | ------- | ------------ | ------------ | ------------ | ------------ | ------------ | ------------ | ------ | ------ | ------ | ------ | ------ | ------ | --- |
| Serie A2     | 46    | 11      | 7       | 2       | 2       | 27      | 9       | 11           | 7            | 2            | 2            | 20           | 12           | 22     | 14     | 4      | 4      | 47     | 21     | +26 |
| Coppa Italia | -     | 2       | 1       | 0       | 1       | 6       | 5       | 2            | 1            | 0            | 1            | 5            | 3            | 4      | 2      | 0      | 2      | 11     | 8      | +3  |
| Totale       | -     | 13      | 8       | 2       | 3       | 33      | 14      | 13           | 8            | 2            | 3            | 25           | 15           | 26     | 16     | 4      | 6      | 58     | 29     | +29 |

### Statistiche dei giocatori
| Giocatore      | Serie A2 | Serie A2 | Serie A2    | Serie A2   | Coppa Italia | Coppa Italia | Coppa Italia | Coppa Italia | Totale   | Totale | Totale      | Totale     |
| Giocatore      | Presenze | Reti     | Ammonizioni | Espulsioni | Presenze     | Reti         | Ammonizioni  | Espulsioni   | Presenze | Reti   | Ammonizioni | Espulsioni |
| -------------- | -------- | -------- | ----------- | ---------- | ------------ | ------------ | ------------ | ------------ | -------- | ------ | ----------- | ---------- |
| G. Apicella    | 1        | 0        | 0           | 0          | 3            | 0            | 0            | 0            | 4        | 0      | 0           | 0          |
| A. Avolio      | 3        | 0        | 0           | 0          | 4            | 0            | 0            | 0            | 7        | 0      | 0           | 0          |
| M. Avvisato    | 6        | 0        | 0           | 0          | 3            | 0            | 0            | 0            | 9        | 0      | 0           | 0          |
| M. Bentivoglio | 3        | 0        | 0           | 0          | 0            | 0            | 0            | 0            | 3        | 0      | 0           | 0          |
| A. Catapano    | 16       | 0        | 1           | 1          | 2            | 0            | 0            | 0            | 18       | 0      | 1           | 1          |
| M. Canonico    | 0        | 0        | 0           | 0          | 2            | 0            | 0            | 0            | 2        | 0      | 0           | 0          |
| V. Cellura     | 10       | 0        | 0           | 0          | 0            | 0            | 0            | 0            | 10       | 0      | 0           | 0          |
| F. Colasuonno  | 14       | 10       | 3           | 0          | 0            | 0            | 0            | 0            | 14       | 10     | 3           | 0          |
| C. D'Anna      | 1        | 0        | 0           | 0          | 0            | 0            | 0            | 0            | 1        | 0      | 0           | 0          |
| P. Di Marino   | 19       | 1        | 4           | 0          | 2            | 0            | 0            | 0            | 21       | 1      | 4           | 0          |
| R. Diodato     | 6        | 1        | 3           | 0          | 2            | 1            | 0            | 0            | 8        | 2      | 3           | 0          |
| V. Esposito    | 21       | 1        | 4           | 0          | 4            | 0            | 0            | 0            | 25       | 1      | 4           | 0          |
| A. Fontanella  | 11       | 0        | 0           | 0          | 1            | 0            | 0            | 0            | 12       | 0      | 0           | 0          |
| R. Giuliano    | 13       | 2        | 2           | 0          | 0            | 0            | 0            | 0            | 13       | 2      | 2           | 0          |
| T. Impoco      | 1        | 0        | 0           | 0          | 0            | 0            | 0            | 0            | 1        | 0      | 0           | 0          |
| C. Kensbock    | 15       | 1        | 0           | 0          | 0            | 0            | 0            | 0            | 15       | 1      | 0           | 0          |
| E. Lecce       | 18       | 7        | 3           | 0          | 3            | 1            | 0            | 0            | 21       | 8      | 3           | 0          |
| B. Maas        | 2        | 0        | 0           | 0          | 0            | 0            | 0            | 0            | 2        | 0      | 0           | 0          |
| A. Pignagnoli  | 21       | -21      | 0           | 0          | 3            | -7           | 0            | 0            | 24       | -28    | 0           | 0          |
| V. Pirone      | 21       | 17       | 7           | 0          | 4            | 5            | 0            | 0            | 25       | 22     | 7           | 0          |
| M. Rapuano     | 17       | 1        | 2           | 1          | 2            | 0            | 0            | 0            | 19       | 1      | 2           | 1          |
| S. Scermino    | 0        | 0        | 0           | 0          | 1            | -4           | 0            | 0            | 1        | -4     | 0           | 0          |
| E. Schioppo    | 9        | 0        | 0           | 0          | 3            | 2            | 0            | 0            | 12       | 2      | 0           | 0          |
| T. Segretario  | 7        | 0        | 1           | 0          | 0            | 0            | 0            | 0            | 7        | 0      | 1           | 0          |
| A. Strisiante  | 8        | 0        | 0           | 0          | 1            | 0            | 0            | 0            | 9        | 0      | 0           | 0          |
| S. Taddeo      | 19       | 2        | 0           | 0          | 2            | 0            | 0            | 0            | 21       | 2      | 0           | 0          |
| C. Ugolini     | 14       | 1        | 1           | 0          | 0            | 0            | 0            | 0            | 14       | 1      | 1           | 0          |
| R. Vitale      | 17       | 4        | 1           | 0          | 1            | 1            | 0            | 0            | 18       | 5      | 1           | 0          |